# (425) Cornelia
(425) Cornelia – planetoida z grupy pasa głównego asteroid okrążająca Słońce w ciągu 4 lat i 331 dni w średniej odległości 2,89 j.a. Została odkryta 28 grudnia 1896 roku w Observatoire de Nice w Nicei przez Auguste Charloisa. Nazwa planetoidy pochodzi od imienia córki Scypiona Afrykańskiego Starszego – Kornelii Afrykańskiej. Przed jej nadaniem planetoida nosiła oznaczenie tymczasowe (425) 1896 DC.